# 見明凡太朗
見明 凡太朗（みあけ ぼんたろう、1906年10月15日 - 1987年）は、日本の俳優。旧芸名は見明 凡太郎（読み同じ）。
本名は見明 すすむ（みあけ すすむ）。元妻は女優の村田知栄子（1947年離婚）。

## 経歴
島根県美濃郡高津村（現・益田市）出身。1906年島根県美濃郡豊田村の渡辺市太郎の次男として出生。高津村で染屋を営む見明家の養子となる。
1923年に下関商業高校を卒業後、日本映画俳優学校に第2期生として入学。同期には島耕二、小杉勇がいた。その後、1926年に日活に入社。1927年公開の映画『彼を繞る五人の女』（監督：阿部豊）でデビューを果たし、翌1928年の映画『松竹梅』で初主演を果たす。1932年から1934年にかけて不二映画社、新興キネマに在籍したのち日活に復帰した。
1942年からは大映に所属し、300本以上の映画に出演した。また、1959年からはテレビドラマにも進出し、時代劇、特撮などジャンルを問わず名脇役として活躍した。
1978年の映画『最も危険な遊戯』を最後に芸能界から引退した。
1987年に死去したとされているが死因は不明である。
また、2013年1月にNHK BSプレミアムの番組『山田洋次監督が選んだ日本の名作100本』公式ホームページの「視聴者の声」内にて、見明の娘と称する人物から、20年以上前に鬼籍に入ったという旨の投稿があった。

## 主な出演

### 映画
- 彼を繞る五人の女（1927年、日活）
- 競争三日間（1927年、日活）
- 松竹梅（1928年、日活）
- 東京行進曲（1929年、日活） - 敏男
- 日本晴れ（1930年、日活）
- 日活アラモード（1931年、日活）

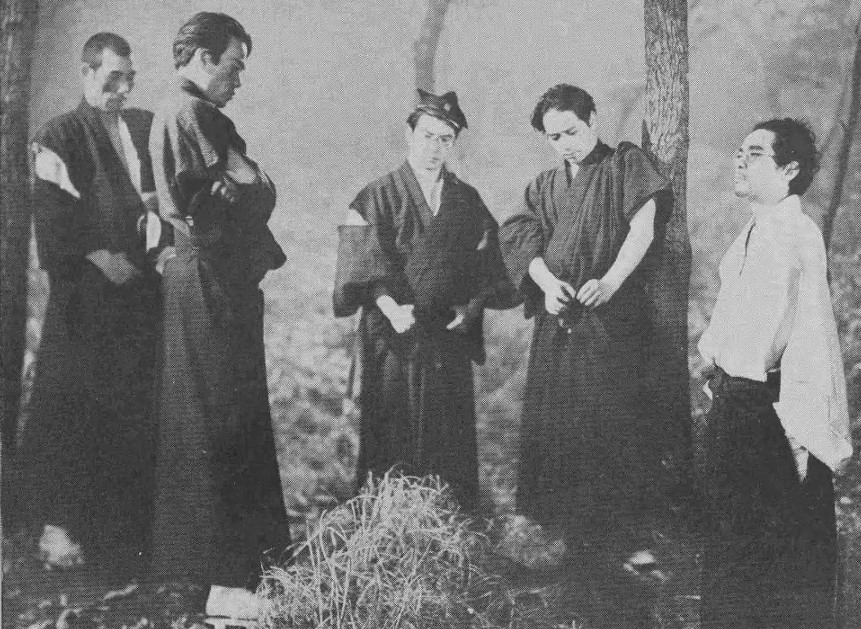
『人生劇場』（1936年）

- 天国は何処だ（1931年、日活） - 国男
- 本塁打（1931年、日活）
- 天国の波止場（1932年、不二映画）
- 金色夜叉（1932年、不二映画）
- 瀧の白糸（1933年、新興キネマ） - 新蔵
- 光・罪と共に（1933年、入江プロ） - 探偵
- 心の波止場（1934年、新興キネマ） - 大河野義一
- 日の丸の子（1934年、新興キネマ） - 勝造
- 鉄の街（1934年、新興キネマ） - 小坂
- 月よりの使者（1934年、新興キネマ）
- 熱風（1934年、新興キネマ） - 吉沢
- うら街の交響楽（1935年、日活） - 西山作兵衛
- 深夜の太陽（1935年、日活） - アンパンの三吉
- のぞかれた花嫁（1935年、日活） - 老巡査
- 人生劇場（1936年、日活） - 吹岡
- 生命の冠（1936年、日活）
- 非常線（1936年、日活）
- 隣の奥さん（1936年、日活） - 川本
- 蒼氓（1937年、日活） - 小水
- 裸の町（1937年、日活）
- 街の旋風（1937年、日活）
- 五人の斥候兵（1938年、日活） - 藤本軍曹
- 路傍の石（1938年、日活） - 忠助
- 土（1939年、日活）
- 感激の一夜（1939年、日活）
- 土と兵隊（1939年、日活） - 工兵中尉
- 女性の罠（1940年、日活） - 鳥本
- 風の又三郎（1940年、日活）
- 母なき家の母（1941年、日活）
- 第五列の恐怖（1942年、日活）
- 血の爪文字（1944年、大映）
- ベンガルの嵐（1944年、大映）
- 姿なき敵（1945年、大映）
- 最後の帰郷（1945年、大映） - 森軍曹の父
- 狐のくれた赤ん坊（1945年、大映） -蜂佐衛門
- 犯罪者は誰か（1945年、大映） - 中江儀介
- 瓢箪から出た駒（1946年、大映）
- 街の人気者（1946年、大映） - 岩田総右衛門
- 彼と彼女は行く（1946年、大映）
- 悪魔の乾杯（1947年、大映） - 林寺造
- いつの日にか花咲かん（1947年、大映） - 鬼頭医師
- 夜の門（1948年、大映）
- 美しき豹（1948年、大映）
- その夜の冒険（1948年、大映）
- 死美人事件（1948年、大映） - 久保田主任
- わが子ゆえに（1949年、東横）
- 虹男（1949年、大映）
- 浅草の肌（1950年、大映）
- カルメン故郷に帰る（1951年、松竹） - 丸野十造
- 足にさわった女（1952年、東宝）
- 戦艦大和（1953年、東宝） - 山田軍医少佐
- 太平洋の鷲（1953年、東宝） - 司令官[7]
- 月よりの使者（1954年、大映）
- 晩菊（1954年、東宝）
- 噂の女（1954年、大映） - 小林
- 川のある下町の話（1955年、大映）
- 楊貴妃（1955年、ショウ・ブラザース） - 陳玄礼
- 幻の馬（1955年、大映） - 白石弥助
- 青い果実（1955年、東宝）
- 東京犯罪地図（1956年、大映）
- 赤線地帯（1956年、大映） - 野々村
- 宇宙人東京に現わる（1956年、大映） - 小村芳雄
- 満員電車（1957年、大映） - 総務部長
- 哀愁列車（1957年、大映）
- 健太と黒帯先生（1957年、大映） - 大山富五郎
- 穴（1957年、大映） - 大屋編集長
- 冥土の顔役（1957年、大映）
- 悲しみは女だけに（1958年、大映） - 安蔵
- 俺たちは狂っていない（1958年、大映） - 校長
- 海軍兵学校物語 あゝ江田島（1959年、大映） - 村瀬民蔵
- たそがれの東京タワー（1959年、大映） - 津田武吉
- 花の大障碍（1959年、大映） - 小西
- 大菩薩峠 （1960年、大映）
- 足にさわった女（1960年、東宝） - 重役
- 東京の女性（1960年、大映）
- 犯行現場（1960年、大映）
- 大菩薩峠 竜神の巻（1960年、大映）
- 風と雲と砦 (1961年)
- 大菩薩峠・完結編 (1961年)
- うるさい妹たち（1961年、大映）
- 黒シリーズ（大映）
  - 黒の試走車（1962年7月1日） - 小栗喜八
  - 黒の報告書（1963年1月13日） - 鳴海検事
- 視界ゼロの脱出（1963年、大映） - 国枝
- 学生仁義（1965年、大映）
- 大怪獣決闘 ガメラ対バルゴン（1966年4月17日、大映） - 自衛隊司令官
- 若親分あばれ飛車（1966年、大映）
- 白い巨塔（1966年10月15日大映） - 岩田重吉
- 組織暴力 （1967年、東映）
- にせ刑事（1967年、大映） - 警察署長
- 怪談おとし穴（1968年、大映）
- 広域暴力 流血の縄張（1969年、日活） - 藤岡伸作
- 喧嘩博徒 地獄の花道（1969年、日活） - 宮島大五郎
- あゝ陸軍隼戦闘隊（1969年、大映）
- トラ・トラ・トラ! （1970年、20世紀フォックス） - 海軍大臣 及川古志郎
- あしたのジョー （1970年、日活） - 白木幹之介
- 最後の特攻隊（1970年、東映）-矢代清吾少将
- 前科おんな 殺し節（1973年、東映） - 浜田安太郎
- 俺の選んだ女（1976年、東宝）
- 最も危険な遊戯（1978年、東映） - 足立精四郎

### テレビドラマ
- ちゃんこ横綱（1959年、CX）
- 口笛探偵長（1959年、NTV）
- 球形の荒野（1963年、TBS）
- 娘の結婚（1964年、NTV）
- 判決（1965年、NET）
- 三匹の侍（CX）
  - 第4シリーズ
    - 第12話「悪銭」（1966年） - 和助
    - 第21話「復讐」（1967年） - 小泉源兵衛

  - 第5シリーズ
    - 第9話「鶴之助参る」（1967年） - 住職
    - 第17話「帰ってきた剣鬼」（1968年） - 作左衛門
- 白い巨塔（1967年、NET） - 一丸直文
- 銭形平次（CX / 東映）
  - 第66話「闇に笑う男」（1967年） - 伊蔵
  - 第231話「矢場へ来た用心棒」（1970年） - 弥助
- 特別機動捜査隊（NET / 東映）
  - 第291話「豚と栄光」（1967年） - 瀬良
  - 第335話「死の手錠」（1968年） - 小磯
  - 第471話「東京が見える町」（1970年） - 哲風
  - 第577話「十八才の女」（1972年） - 倉田達之輔
  - 第583話「初笑いトバッチリ三船班」（1973年） - 見谷
  - 第597話「愛の屈折 銀座」（1973年） - 樫村
  - 第650話「二億円の謎」（1974年） - 近藤信幸
  - 第707話「蒼い殺意」（1975年） - 角田仙造
- かげろう（1968年、TBS）
- 俺は用心棒（1969年、NET）
- 女優 わが道（1969年、NHK） - 浅見の父
- 大岡越前 （TBS）
  - 第1部第7話「濡れぎぬ」（1970年） - 儀兵衛
  - 第2部第15話「煙草屋喜八」（1971年） - 五兵衛
- 鬼平犯科帳（NET / 東宝）
  - 第1シリーズ （1969年）
    - 第５話「怪談さざ浪伝兵衛」（1969年）- 砂堀の蟹蔵
    - 第41話「白浪看板」（1970年） - 前砂の捨造
    - 第56話「金太郎そば」（1970年） - 藁馬の重兵衛

  - 第2シリーズ 第15話「下段の剣」（1972年） - 牛久の小助
- 日本怪談劇場 第10話「怪談 笠森お染 幽霊茶屋」（1970年、12ch） - 義兵衛
- 紅つばめお雪 第3話「夢は血まみれ」（1970年、NET）- 牛久保の儀太郎
- 軍兵衛目安箱 第7話「十三両の金」（1971年、NET / 東映） - 弥左ヱ門
- 人形佐七捕物帳 第12話「鶴の千番」（1971年、NET / 東宝） - 阿漢兵衛
- 遠山の金さん捕物帳 （NET / 東映）
  - 第2話「吹矢場にいた女」（1970年） - 六兵ヱ
  - 第33話「虎穴に入った男」（1971年）- 菅沼利左ヱ門
  - 第33話「刺青を売る女」（1971年）-  相模屋
  - 第66話「燃える髪の女」（1971年）- 越前屋剛蔵
  - 第79話「流れ星を斬る男」（1972年）- 百済屋仁兵衛
  - 第99話「狩られた女」（1972年）- 伊勢屋仁兵衛
- 水戸黄門（TBS / C.A.L）
  - 第2部 第27話「密命おびて -萩-」（1971年） - 城戸刑部
  - 第3部 第20話「帰って来た男 -土佐-」（1972年） - 代官 軍八郎
  - 第4部 第15話「津軽哀歌 -青森-」（1973年） - 五兵衛
  - 第8部 第6話「自慢高慢馬鹿のうち -駿府-」（1977年） - 清兵衛
- だから大好き!（1972年、NET）
- ミラーマン 第24話「カプセル冷凍怪獣コールドンに挑戦せよ!」（1972年、CX / 円谷プロ） - 数納博士
- 超人バロム・1 第24話「魔人ウデゲルゲは神社で呪う」（1972年、YTV / 東映） - 村長
- 大江戸捜査網（12ch / 日活→三船プロ）
  - 第2話「裏街道に命を懸けて」（1970年） - 浅見主水正
  - 第60話「傷だらけの決闘」（1972年） - 住職
  - 第62話「恋と喧嘩の七変化」（1972年） - 西海屋喜助
  - 第107話「天狗の館が燃えた」（1973年） - 天海和尚
  - 第129話「女房殺しの罠」（1974年） - 玄海
  - 第203話「無銭!! 父と娘の詩」（1975年） - 鳴海屋菊造
  - 第234話「美女群盗伝」（1976年） - 丹波屋
  - 第276話「無残! 盗っ人秘録」（1977年） - 阿部土佐守
  - 第316話「恋なさけ 捨身の木遣唄」（1977年） - 巳之吉の父
- 火曜日の女シリーズ
  - 逃亡者 -この街のどこかで-（1970年、大映テレビ室・日本テレビ）
  - 男と女と（1973年、NTV / 国際放映） - 伴幸太郎
- 怪談 第1話「四谷怪談」（1972年、NET）- 喜兵衛
- ジキルとハイド（1973年、CX）
- 荒野の用心棒（1973年、NET / 三船プロ）
  - 第11話「武器なき闘いに怒りをこめて…」 - 芥川主水正
  - 第39話「荒野の果てに陽はまた昇り…」 - 法忍
- 子連れ狼（1973年、CX）
- ファイヤーマン 第28話「アルゴン星から来た少年」（1973年、NTV / 円谷プロ） - 六助
- 仮面ライダーV3 第37話「怪しの寺 ムササビ族の呪い!」（1973年、NET / 東映） - 田村昭景
- 太陽にほえろ!（NTV / 東宝）
  - 第54話「汚れなき刑事魂」（1973年） - 平井栄三
  - 第100話「燃える男たち」（1974年） - 滝川
- 八州犯科帳 第5話「悪魔を見た女」（1974年、CX / C.A.L） - 清兵衛
- 水もれ甲介 第17話（1975年、NTV） - 田崎
- 非情のライセンス（NET / 東映）
  - 第2シリーズ
    - 第13話「兇悪の噴煙」（1974年） - 皆岡
    - 第34話「兇悪の甘い肌」（1975年） - 中山圭太
- 破れ傘刀舟 悪人狩り  （NET / 三船プロ）
  - 第28話「悪の花が飛んだ」（1975年） - 老中・牧野備前守
  - 第37話「傷だらけの烙印」（1975年） - 与助
  - 第53話「真夜中の狂刃」（1975年） - 辰五郎
  - 第58話「裏切りの賭け」（1977年） - 茂左衛門
- 伝七捕物帳 第98話「幼な心に春が来る」（1976年）- 吉造
- Gメン'75 第76話「幻の女」（1976年、TBS） - 山岡大二郎代議士
- 華麗なる刑事 第20話「黒衣の女」（1977年、CX / 東宝）
- 破れ奉行 第30話「必殺!琉球おんな拳法」（1977年、ANB / 中村プロ） - 徳兵衛

### バラエティ番組
- スター千一夜（1970年、CX）